# Nuevo Progreso
Nuevo Progreso est une ville du Guatemala dans le département de San Marcos.